# 75. Ranger Regiment
 Der er for få eller ingen kildehenvisninger i denne artikel, hvilket er et problem. Du kan hjælpe ved at angive troværdige kilder til de påstande, som fremføres i artiklen.

75. Ranger Regiment, også kendt som Army Rangers, er en let-infanteri special operationsstyrke i den amerikanske hærs elite-enhed, United States Army Rangers. Regimentet kaldes normalt US Army Rangers, eller bare Rangers. 
Ranger-relationer er traditionelt tilbage til seks bataljoner, der blev oprettet under 2. verdenskrig. Første rangerbataljon, den første af disse bataljoner, blev indstillet 19. juni 1942. I Slaget om Cisternerne stod ved Cisterna di Latina 30. januar den 2. februar 1944 blev to af de første sætte rangerbataljoner (1. og 3.) helt udryddet af tyske faldskærmsjægere.
Rangers ledsagere blev derefter oprettet under Koreakrigen og Vietnamkrigen. Fra 1974 har rangerbataljoner været igen, og dagens eksisterende rangerforbund er organiseret i det 75. Ranger Regiment, som blev oprettet i 1986.